# Miysis
 (mars 2016).
Si vous disposez d'ouvrages ou d'articles de référence ou si vous connaissez des sites web de qualité traitant du thème abordé ici, merci de compléter l'article en donnant les références utiles à sa vérifiabilité et en les liant à la section « Notes et références ».
Miysis est un dieu de la mythologie égyptienne.
Miysis est un dieu de la guerre, successeur de Sekhmet lors du Nouvel Empire, qui lutte aux côtés de Rê chaque nuit contre le serpent Apophis. Fils de Bastet, la déesse féline, on le représente sous les traits d'un prince à tête de lion. Il est le premier dieu à être apparu lors du Nouvel Empire.
Dieu de Léontopolis (l'actuelle Tel Moqdam), on élevait dans son temple un lion vivant, symbole du dieu, qui était enterré dans une nécropole toute proche.
Il est parfois assimilé au dieu Sopdou.

## Attributs
Successeur de Sekhmet dans le rôle de dieu de la guerre, Miysis est également le gardien et seigneur des horizons. Il est celui qui aide Rê à combattre Apophis chaque nuit et est également le protecteur du pharaon lors des batailles. Durant la gouvernance grecque sur l’Égypte, on lui a attribué la capacité de Sekhmet de commander aux vents et aux tempêtes.
Dans ses représentations courantes, il est montré debout, portant une épée ou un couteau et il peut parfois être montré couronné de l'atef ou du disque solaire et prend par moments l'apparence d'un lion dévorant un captif.

## Origine
Les égyptologues retracent l'origine de Miysis à la domination nubienne, sa présence étant une potentielle assimilation d'une divinité nubienne durant le Nouvel Empire, les deux civilisations ayant été extrêmement proches déjà par le passé. Durant la domination grecque de la région, il a par la suite été attesté d'un temple de Miyis dans l'annexe d'un temple de Sekhmet auparavant attribuée à la déesse chatte Bastet dans la cité de Léontopolis.
Il y a une analogie évidente entre la déesse guerrière Sekhmet et Miysis dont il est le pendant masculin et successeur dans la lutte contre les ennemis de l’Égypte.

## Phonologie
On peut également voir une analogie phonétique entre Mahes et Mars et Arès, respectivement les dieux romains et grecs de la guerre.